# Prestosuchus
Prestosuchus is een geslacht van uitgestorven reptielen uit de Crocodylomorpha, de krokodillen en hun verwanten. De enige bekende soort Prestosuchus chiniquensis leefde ongeveer 238 miljoen jaar geleden in wat nu Brazilië is. Nauwe verwanten zijn Saurosuchus en Postosuchus.

## Beschrijving
P. chiniquensis was tot zeven meter lang en woog 900 kilogram. Het dier had gekartelde tanden, een lange staart en een grote schedel. Het was een carnivoor die zijn prooien belaagde vanuit een hinderlaag.

## Vondsten
De soort werd voor het eerst ontdekt door de Duitse paleontoloog Friedrich von Huene in 1938 nabij São Pedro do Sul (Brazilië). De rotsen waarin hij werd gevonden, behoorden miljoenen jaren geleden tot een meer. In 2010 verscheen de beschrijving van een tweede vondst, deze keer in het Braziliaanse dorp Dona Francisca door de Lutheraanse Universiteit van Brazilië in Rio Grande do Sul. Deze vondst bevat een achterpoot. De onderzoekers hopen daarmee te kunnen bepalen hoe de soort zich voortbewoog.